# Стеклянный замок (фильм, 2017)
«Стекля́нный за́мок» (англ. The Glass Castle) — американский биографический драматический фильм 2017 года, снятый режиссёром Дестином Дэниелом Креттоном по сценарию Креттона, Эндрю Лэнхэма и Марти Ноксон. Фильм основан на одноимённых мемуарах Дженнетт Уоллс, ставших бестселлером в 2005 году. В фильме показано детство Уоллс, когда её семья жила в бедности, зачастую — как сквоттеры. В главных ролях снялись Бри Ларсон, Вуди Харрельсон, Макс Гринфилд, Сара Снук и Наоми Уоттс
Фильм «Стеклянный замок» был выпущен в прокат в США 11 августа 2017 года компанией Lionsgate и получил смешанные отзывы критиков. Они высоко оценили игру актеров, особенно Ларсон, но раскритиковали эмоциональный тон и экранизацию. Фильм собрал 22 миллиона долларов в Северной Америке.

## Сюжет
В детстве Джаннетт Уоллс живет кочевой жизнью со своей матерью-художницей Роуз Мэри, умным, но безответственным отцом Рексом, старшей сестрой Лори и младшим братом Брайаном. Готовя еду без присмотра, Джаннетт получает сильные ожоги. В больнице у врача и социального работника возникают вопросы об условиях её жизни в семье, но Рекс отвлекает персонал и сбегает с Джаннетт. Семья уезжает из города, а Джаннетт очарована планами Рекса по строительству дома мечты семьи — стеклянного замка.
Вскоре в семье рождается младшая сестра Джаннетт — Морин, и семья несколько лет находится в постоянном движении, в конце концов поселяясь в полуразрушенном доме в штате Юта. Джаннетт едва не тонет, когда пьяный Рекс агрессивно обучает её плаванию в общественном бассейне. Он нападает на спасателя, вынуждая семью — теперь уже преследуемую полицией и без денег — отправиться в Уэлч, Западная Виргиния, где дети знакомятся с бабушкой, дедушкой и дядей Стэнли.
Рекс поселяет свою семью в ветхом домике в глуши, где нет ни воды, ни газа, ни электричества. Когда семья не ест уже несколько дней, Рекс забирает у жены оставшиеся деньги для покупки еды, но возвращается домой пьяным после драки. Зашив ему рану, Джаннетт умоляет его бросить пить. Рекс привязывает себя к кровати, успешно преодолевая абстиненцию. Он устраивается на работу строителем, и семья достойным образом встречает Рождество.
Родители едут на похороны матери Роуз Мэри в Техас, оставляя детей с бабушкой и дедушкой в Уэлче. Сёстры обнаруживают, что Эрма совершает сексуальное насилие над Брайаном, и нападают на неё, но их оттаскивает Стэнли. Когда родители возвращаются, Рекс отказывается слушать рассказ детей о случившемся. Семья возвращается домой, и Рекс снова начинает пить, что приводит к ожесточенной ссоре с Роуз. Джаннетт не удается убедить мать бросить Рекса; сёстры и брат обещают заботиться друг о друге и вырваться из нищеты.
В подростковом возрасте Джаннетт увлекается журналистикой. Сёстрам и брату удалось накопить достаточно денег, чтобы Лори смогла уехать в Нью-Йорк, что приводит Рекса в ярость; Джаннетт тоже готовится к побегу. Умирает Эрма, и после похорон Джаннетт соглашается помочь отцу обчистить своего знакомого Робби во время игры в бильярд. Он проигрывает Рексу и случайно раскрывает план Джаннетт по переезду в Нью-Йорк. Робби приглашает Джаннетт к себе в комнату, где пытается её изнасиловать, но она демонстрирует шрамы от ожогов, полученных в детстве, и уходит.
Дома она обнаруживает, что отец украл её сбережения, но всё равно сбегает из дома. Поступив в колледж в Нью-Йорке, Джаннетт сталкивается с финансовыми трудностями и собирается бросить учёбу. Внезапно приезжает Рекс, отдаёт ей кучу денег и норковую шубу, выигранные в покер, и советует ей следовать за своей мечтой.
В 1989 году Джаннет ведёт колонку сплетен в журнале New York Magazine и обручена с Дэвидом, финансовым аналитиком. На ужине с клиентом Дэвида Джаннетт лжёт о своих родителях. По дороге домой она видит, как её родители роются в мусорном контейнере. Она встречается в кафе со своей матерью, которая пренебрежительно отзывается об её женихе. Джаннет и Дэвид навещают её родителей в заброшенном здании, где они незаконно живут. Брайан, который теперь работает в полиции, и Лори живут безбедно, но Морин вынуждена жить с родителями. Пьяные Рекс и Дэвид устраивают поединок по армрестлингу, Дэвид побеждает, но Рекс всё равно разбивает ему нос. Вернувшись домой, Дэвид говорит Джаннетт, что больше не хочет иметь ничего общего с её родителями.
Морин звонит Джаннетт, сообщая, что она переезжает в Калифорнию. На вечеринке по случаю помолвки Джаннетт узнает, что её родители уже продолжительное время являются владельцами ценных земельных участков в Техасе, которые сейчас стоят почти 1 миллион долларов, но в своё время решили их не продавать. Джаннет, разгневанная отказом Рекса признать страдания, которую он причинил своей семье, вычеркивает его из своей жизни. Брак Джаннет с Дэвидом оказывается несчастливым. Роуз встречается с Джаннет и сообщает, что Рекс умирает, но Джаннет отказывается с ним видеться. За ужином с другим клиентом Дэвида Джаннет набирается храбрости и рассказывает правду о своих родителях. Она спешит к отцу, и они мирятся перед его смертью. На следующий День благодарения Джаннетт — теперь уже писательница-фрилансер, живущая одна, — празднует праздник в кругу семьи, вспоминая необычную жизнь Рекса.

## В ролях
- Бри Ларсон — Дженнетт Уоллс
  - Чендлер Хед — Дженнетт Уоллс (8 лет)
  - Элла Андерсон — Дженнетт Уоллс (11 лет)
- Наоми Уоттс — Роуз Мэри Уоллс
- Вуди Харрельсон — Рэкс Уоллс
- Сара Снук — Лори Уоллс
  - Оливия Кейт Райс — Лори Уоллс (10 лет)
  - Сэди Синк — Лори Уоллс (13 лет)
- Джош Карас — Брайан Уоллс
  - Иэн Армитидж — Брайан Уоллс (6 лет)
  - Чарли Шотвелл — Брайан Уоллс (9 лет)
- Бриджетт Ланди-Пейн — Морин Уоллс
  - Чарли и Ноэми Гийон — Морин Уоллс в младенчестве
  - Иден Грейс Редфилд — Морин Уоллс (3 года)
  - Шри Грейс Крукс — Морин Уоллс в детстве
- Макс Гринфилд — Дэвид
- Доминик Богарт — Робби
- Джо Пинг — дядя Стэнли
- Робин Бартлетт — Эрма

## Производство
В апреле 2012 года стало известно, что компания Lionsgate приобрела права на мемуары Дженнетт Уолсс «Стеклянный замок», а Дженнифер Лоуренс начала переговоры о том, чтобы сыграть в фильме главную роль. В октябре 2013 года стало известно, что режиссер Дестин Дэниел Креттон ведёт переговоры о постановке фильма и переписывает сценарий с Эндрю Лэнхемом на основе предыдущего черновика Марти Ноксон.
В октябре 2015 года Бри Ларсон присоединилась к актёрскому составу фильма, заменив Лоуренс; Лоуренс покинула фильм после затянувшихся поисков исполнителя главной мужской роли. В ноябре 2015 года Вуди Харрельсон присоединился к актёрскому составу фильма в роли отца, а в марте 2016 года Наоми Уоттс получила роль матери. В апреле 2016 года к актёрскому составу присоединились Макс Гринфилд и Сара Снук, а в мае 2016 года — Элла Андерсон.

## Рейтинги
На сайте-агрегаторе рецензий Rotten Tomatoes фильм имеет рейтинг одобрения 52 % на основе 164 рецензий и среднюю оценку 6/10. Критический консенсус веб-сайта гласит: «В „Стеклянном замке“ есть впечатляющая реальная история и выдающаяся игра Бри Ларсон, но этого недостаточно, чтобы перевесить фундаментально ошибочный подход к материалу». На Metacritic фильм имеет средневзвешенную оценку 56 из 100, основанную на отзывах 39 критиков, что указывает на «смешанные или средние отзывы». Аудитория, опрошенная CinemaScore, поставила фильму среднюю оценку «А-» по шкале от A+ до F.
В статье для журнала Rolling Stone Питер Трэверс сказал, что фильм «пропагандирует легкий подход, а не холодную, суровую правду», и дал ему две звезды из четырёх, заявив: «Голливуд умеет выхолащивать книги, которые заслуживают лучшего. В случае со „Стеклянным замком“ это чертовски жаль». Ричард Роупер из Chicago Sun-Times также дал фильму две звезды из четырёх и столь же критически отнесся к его презентации, написав: «…фильм, который представляет неопровержимые доказательства того, что Рекс и Роуз Мэри являются ужасными людьми на протяжении 90 процентов пути, а потом просит нас дать им передышку. Нет, так не пойдет».